# Marillion
Marillion ist eine britische Rockband, die 1979 in Aylesbury gegründet wurde. Ihre Geschichte lässt sich in zwei musikalisch voneinander abweichende Abschnitte unterteilen, was durch einen Austausch des Sängers bedingt ist: Mit Frontmann Fish konnte die Band sich als eine der einflussreichsten Bands des Neo-Prog etablieren, einer in den 1980er Jahren aufblühenden Form des Progressive Rock. In dieser bis 1988 anhaltenden Formation erschienen vier Alben, darunter Misplaced Childhood mit den beiden größten Single-Erfolgen der Band, Kayleigh und Lavender.
Nach der Trennung von Fish entschlossen sich die vier Kernmitglieder, die seit 1984 zusammen gespielt hatten, mit Steve Hogarth als Sänger weiterzumachen. Diese Besetzung ist bis heute aktiv.

## Bandgeschichte

### „Fish-Ära“ (1979–1988)

Logo 1982–1990

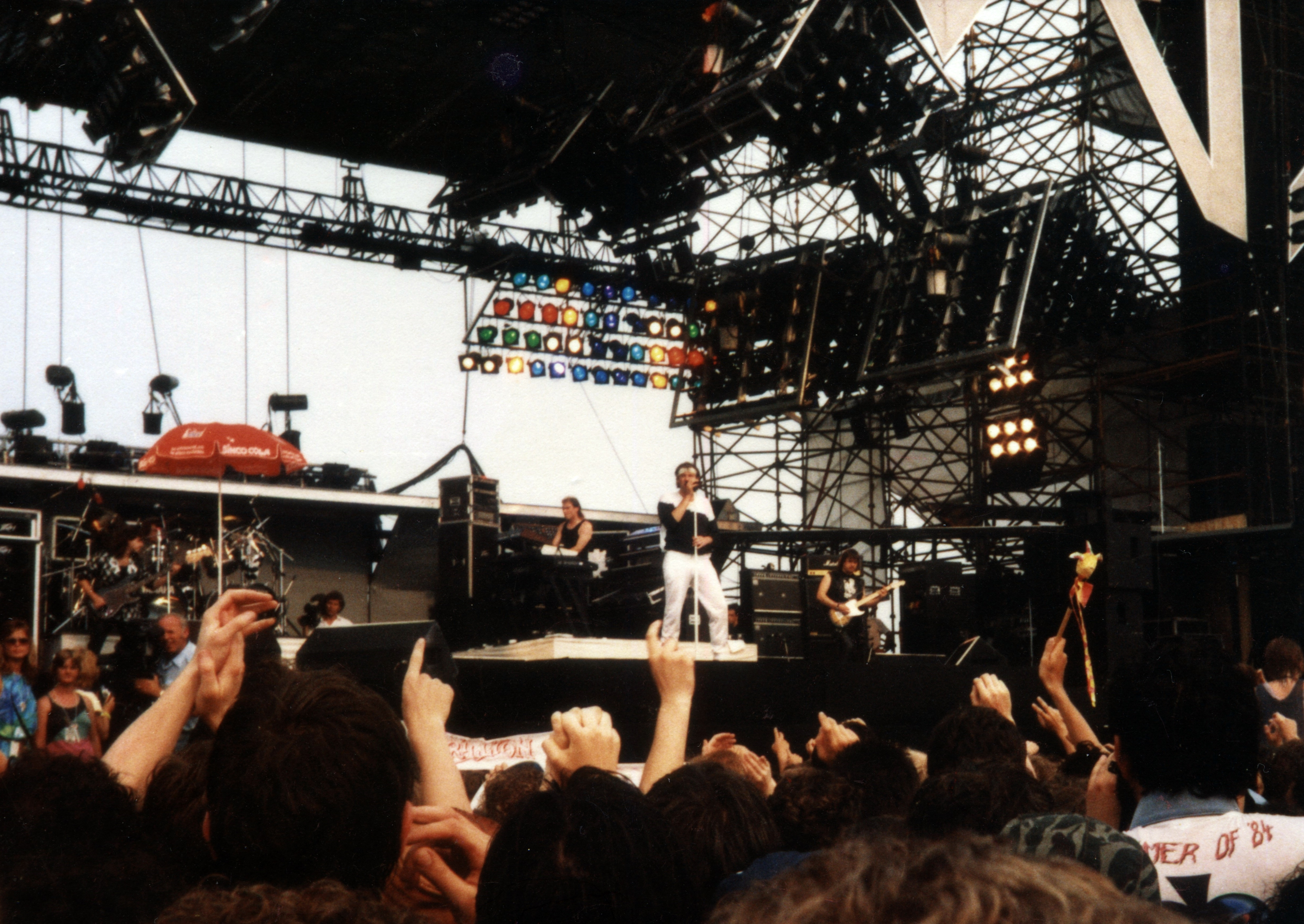
Auf einem Open-Air in Mannheim, 1986

Die Band wurde 1979 zunächst als Instrumentalgruppe unter dem Namen Silmarillion gegründet, in Anlehnung an das gleichnamige Buch von J. R. R. Tolkien. Zu den Gründungsmitgliedern zählten Steve Rothery (Gitarre), Doug Irvine (E-Bass), Brian Jelliman (Keyboard) und Mick Pointer (Schlagzeug). 1981 stieß der Sänger Derek William Dick, besser bekannt als Fish, zu der Band, ebenso Bassist Diz Minnitt. In der Folge wurden Jelliman und Minnitt durch den Keyboarder Mark Kelly und den Bassisten Pete Trewavas ersetzt.
In dieser Besetzung veröffentlichte die Band zunächst im Oktober 1982 die Single Market Square Heroes. Diese erreichte Platz 60 in den britischen Charts. Auf der B-Seite der Maxi-Single befand sich der 17-minütige Longtrack Grendel. In diesem frühen Marillion-Werk lassen sich neben Fishs Stimme, die an Peter Gabriel erinnerte, einige oft kritisierte weitere Parallelen zu Genesis heraushören, weshalb Marillion auch oft süffisant „die zweitbesten Genesis aller Zeiten“ genannt wurden.
Anfang 1983 folgte das textlich und musikalisch eigenständigere Debütalbum Script for a Jester’s Tear. Nachdem der Schlagzeuger Mick Pointer durch Ian Mosley ersetzt wurde, folgten drei weitere Alben, die gleichermaßen erfolgreich und richtungsweisend im Bereich des Neo-Prog waren. Einen Höhepunkt erreichte diese Entwicklung 1984 mit Fugazi. Mit ihrem bekanntesten Titel, der Ballade Kayleigh vom dritten Album Misplaced Childhood, sowie dem Lied Incommunicado vom nachfolgenden Album Clutching at Straws landete Marillion 1985 und 1987 internationale Hits. Die Cover der Alben wurden von dem Künstler Mark Wilkinson gestaltet.
Am 15. September 1988 wurde von Marillions Plattenfirma EMI in einer Pressemitteilung der Ausstieg von Fish bekannt gegeben. Laut dieser Mitteilung kam es innerhalb der Band zu schweren Differenzen bezüglich der weiteren musikalischen Ausrichtung. Erste Konflikte zwischen Fish und den anderen Bandmitgliedern gab es bereits 1985 bei den Aufnahmen zu Misplaced Childhood in Berlin. Die Auseinandersetzungen häuften sich, und Fish fühlte sich innerhalb der Band zusehends isoliert. Während der „writing sessions“ im August 1988 zum Clutching at Straws-Nachfolger kam es zu schweren Meinungsverschiedenheiten bezüglich der musikalischen, aber auch textlichen Ausrichtung des neuen Albums. Da der Streit darüber nicht beigelegt werden konnte, beschloss Fish, die Band zu verlassen. Ihr letztes gemeinsames Konzert gaben sie am 23. Juli 1988 im Craigtoun Country Park im schottischen St. Andrews; ihr vorletztes vor rund 120.000 Zuschauern am 18. Juni 1988 in der DDR. Mit dem 1988 erschienenen Live-Album The Thieving Magpie erschien zum letzten Mal eine Platte in dieser Besetzung. Als Intro sowohl bei den Konzerten als auch bei dem Livealbum wurde die Ouvertüre von La gazza ladra (Die diebische Elster, ital. bzw. deutsch für The Thieving Magpie) von Gioachino Rossini verwendet. Von 1997 bis 1999 erschienen die vier Marillion-Alben der „Fish-Ära“ in einer digital bearbeiteten Version, die neben dem jeweiligen Album auch eine Bonus-CD mit B-Seiten, alternativen Versionen und Demos enthält. Die Bonus-CD zu Clutching at Straws beinhaltet einige Soundskizzen der letzten Aufnahmen mit Fish.

### „Hogarth-Ära“ (seit 1989)

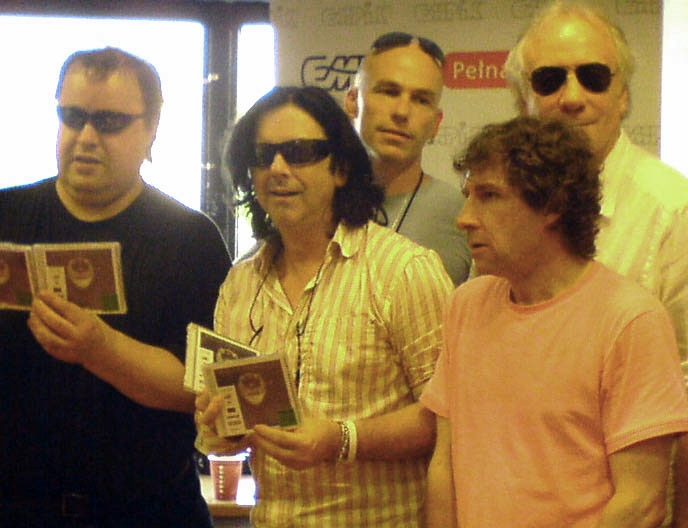
Marillion im Jahr 2007

Während Fish danach eine Solokarriere begann, machten die übrigen Bandmitglieder mit dem neuen Frontmann Steve Hogarth weiter. Nach dem Übergangsalbum Seasons End, an dem Fish noch mitgearbeitet hatte und das musikalisch noch recht nahe an seinen Vorgängern gehalten ist, schlug die Band eine deutlich andere Richtung ein. Mit dem Album Holidays in Eden veröffentlichte Marillion 1991 die Platte, die bislang am deutlichsten am Mainstream orientiert war, schickte aber drei Jahre darauf mit dem düsteren Konzeptalbum Brave ein klares Gegenstück hinterher. Dieses blieb jedoch trotz Zuspruch von Kritikern und Fans und trotz Platz 10 in den UK Charts kommerziell hinter den Erwartungen der Plattenfirma, aber auch der Band, zurück. Die Musik lieferte den Soundtrack für einen gleichnamigen Independent-Film mit Steve Hogarth in der männlichen Hauptrolle.
Es folgte eine Orientierungsphase, in der die Band relativ erfolglos neuen Anschluss im Musikgeschäft suchte, wobei sie kein Glück mit ihren Plattenfirmen hatte. Ein Jahr nach Brave, 1995, wurde Afraid of Sunlight veröffentlicht, 1997 This Strange Engine mit einem Longtrack am Ende, der nach dem Ausklingen des letzten Akkords und einigen Minuten Stille mit Gelächter von Steve Hogarth endet. 1998 folgten Radiation und 1999 Marillion.com unter der Co-Produktion von Steven Wilson, gefolgt von Anoraknophobia 2001.
Mit den Alben Anoraknophobia und Marbles führte Marillion ein innovatives, aber auch umstrittenes Geschäftsmodell ein. Um die Alben eigenständig produzieren zu können, ohne dass eine Plattenfirma involviert sein musste, ließ man sie sich von den Fans etliche Monate im Voraus vorfinanzieren. Damit erfand die Band effektiv das Crowdfunding. Als Belohnung bekamen die Vorbesteller zusätzliches Material: Im Fall von Anoraknophobia eine Bonus-CD, bei Marbles das vollständige Album als Doppel-CD, während im konventionellen Handel nur eine einfache CD mit gekürzter Fassung des Albums (Condensed Version) erhältlich war. Die Idee, sich von den Fans vorfinanzieren zu lassen, geht bereits auf das Jahr 1997 zurück, als eine von Fans im Internet koordinierte Spendenaktion eine Nordamerika-Tournee der Band möglich machte. Damals wurden insgesamt $61,000 gespendet, nachdem Keyboarder Mark Kelly im Internet aus finanziellen Gesichtspunkten eine Nordamerika-Tour für unwahrscheinlich erklärt hatte.
Erst die aus dem 2004er-Album Marbles ausgekoppelten Singles You're Gone und The Damage erreichten in einigen Ländern Europas wieder Top-10-Platzierungen. In mehreren Interviews betonen die Bandmitglieder immer wieder, dass ihnen wichtiger ist, ihren Stil und ihre Musik zu machen, für ihre Fans, auch wenn das den Verzicht auf Top-10-Platzierungen bedeutet.
Am 26. August 2007 gab es für einen einmaligen Auftritt eine kurze Wiedervereinigung von Marillion mit Fish. Anlässlich eines Festivals auf dem Marktplatz von Aylesbury, dem Gründungsort der Band (circa 65 Kilometer nordwestlich von London gelegen), spielten Marillion auf Einladung ihres alten Bandkollegen ihre Debüt-Single Market Square Heroes. Nach dem Auftritt stellte er in Interviews klar, dass es keine endgültige Reunion geben werde.
2007 erschien das Album Somewhere Else, gefolgt von ihrem fünfzehnten Studio-Album Happiness Is the Road, das seit dem gleichen Jahr in Arbeit war und am 20. Oktober 2008 erschien. Seit dem 10. September 2008 war eine Vorabversion des Albums zusammen mit einigen Videos von der Band selbst über Internet-Tauschbörsen vertrieben worden. Ein Grund, dieses neue Geschäftsmodell auszuprobieren, war der Erfolg, den die Gruppe Radiohead mit dem online zum selbst wählbaren Preis vertriebenen Album In Rainbows hatte. Marillion führten eine leichte Variation ein: Die Titel lagen im WMA-Format vor, wobei die Benutzer beim erstmaligen Abspielen zum Eingeben ihrer E-Mail-Adressen im Austausch für eine lizenzfreie MP3-Version des Albums ermuntert wurden.

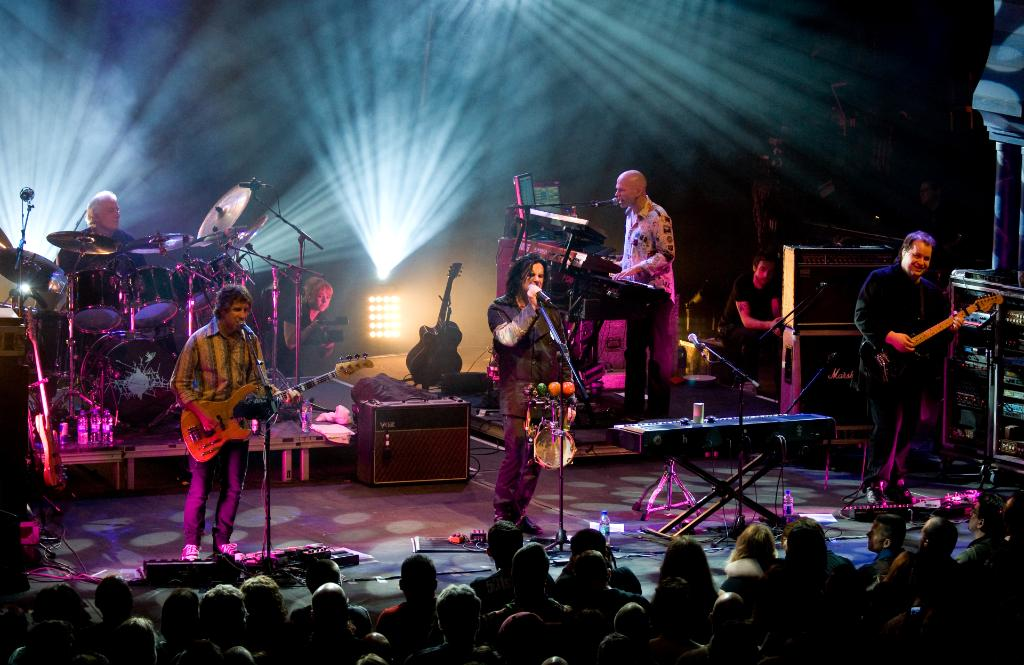
Marillion beim Marillion Weekend 2009 in Montreal

Im Oktober 2009 erschien mit Less Is More eine neue Studio-CD. Ein im Acoustic-Stil gehaltenes Album, auf dem bereits bekannte Songs der Hogarth-Ära in einer umarrangierten Fassung neu aufgenommen wurden.
Seit 1998 machen Marillion ihren in Fanclubs organisierten Fans jedes Jahr zu Weihnachten eine CD zum Geschenk. Enthalten sind unter anderem Live- und Akustik-Versionen ihrer Musikstücke, Outtakes sowie eine Interpretation eines zeitgenössischen oder klassischen Weihnachtsliedes. Unregelmäßig kommt es zu Weihnachts-Tourneen, bei denen durchaus auch Weihnachtslieder angestimmt werden.
Marillion zeigt bei den Touren die Neigung, eher in kleineren Clubs und Bars zu spielen, was eine andere Atmosphäre als große Konzerte in Sportstätten erzeugt. Dabei geht die Band auch spontan auf Songwünsche aus dem Publikum ein. Seit 2001 finden alle zwei Jahre Marillion Weekends statt, dezidierte Marillion-Conventions mit jeweils drei verschiedenen Konzerten der Band. 2011 fanden solche Events statt in Port Zelande (Niederlande), Montreal (Kanada) und Leamington Spa (England).
Seit einigen Jahren treten Pete Trewavas, Steve Rothery und Steve Hogarth unter dem Namen Los Trios Marillos auf. Diese vereinzelten Akustik-Konzerte finden in kleinem Rahmen statt, im Wesentlichen werden Marillion-Songs gespielt.
Am 23. September 2016 erschien das Studioalbum „F.E.A.R.“ (Fuck everyone and run)
Am 29. November 2019 erschien das Studioalbum „With Friends From The Orchestra“.
Am 4. März 2022 erschien das Studioalbum „An Hour Before It's Dark“.

## Stil

### „Fish-Ära“

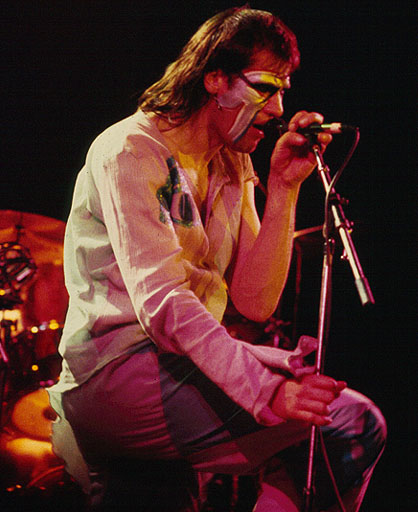
Fish mit Marillion, St. Albans City Hall, GB (1981)

Mit dem Sänger Fish zählt die Band zu den wichtigsten und einflussreichsten Vertretern des Neo-Prog, der in den 1980er Jahren in seiner Blüte stand. Die Stücke dieser Zeit sind melodiebetont und weisen einen für die 1980er Jahre typischen Sound auf, insbesondere in Hinblick auf die verwendeten Synthesizer-Teppiche und Hall-Effekte auf Gitarre, Schlagzeug und Gesang. Auf kompositorischer Ebene wechseln sich hymnische und ruhigere, von Mark Kellys Keyboardflächen getragene Passagen mit schnellen Teilen ab, die oft in krummen, „abgehackt“ wirkenden Taktarten stehen. Charakteristisch ist neben dem eigenständigen, melodiösen Gitarrenspiel von Steve Rothery der emotionale und kraftvolle Gesang von Fish, der wiederum ein wesentlicher Auslöser für die zahlreichen Vergleiche mit dem Frühwerk von Genesis um Frontmann Peter Gabriel war. Als weitere Gemeinsamkeit teilten sich beide Sänger die Neigung zu einem expressionistischen, kostümierten Bühnenauftreten.
Wiedererkennbare instrumentale Elemente aus Genesis-Stücken finden sich jedoch lediglich in den ersten Kompositionen der Band wieder, die auf der Debüt-Maxisingle Market Square Heroes enthalten sind. Die B-Seite Three Boats down from the Candy etwa verwendet Elemente von Songs aus den Genesis-Alben Wind and Wuthering und Foxtrot. Auch erinnern Motive des 17-minütigen Longtracks Grendel an ähnliche Passagen aus dem bekannten 23-Minüter Supper's Ready von Genesis. Andererseits sind hier bereits entscheidende Unterschiede zu erkennen, besonders die schnellen und verschnörkelten Keyboard-Parts von Mark Kelly. Auf den folgenden Alben reifte die Band schließlich zu musikalischer Eigenständigkeit.
Die von Fish verfassten Texte transportieren persönliche, politische oder aber an die Fantasyliteratur angelehnte Inhalte, wobei die Gewichtung von Album zu Album variiert. Als persönlichstes Album dürfte hier Misplaced Childhood zählen, das in einer ausschweifungsreichen Zeit in den Hansa-Studios in West-Berlin aufgenommen wurde. Mit diesem Album und der enthaltenen Single Kayleigh, angelehnt an eine reale Ex-Freundin Fishs namens Kay-Lee, konnte die Band zugleich ihren größten Erfolg verbuchen.
Das Debütalbum enthält einerseits Liebeslieder wie das titelgebende Script for a Jester’s Tear. Auf der anderen Seite ist mit Forgotten Sons aber auch eine kritische Würdigung der damaligen britischen Politik im Nordirlandkonflikt enthalten. Andere Lieder sind gesellschaftskritisch wie Chelsea Monday oder zynisch wie Garden Party. Der Text zu Grendel ist inspiriert von John Gardners gleichnamigem Roman, in dem der Terror Grendels, des aus der Beowulf-Sage stammenden Ungeheuers, gegen König Hrodgar und sein Volk aus der Perspektive des Ungeheuers beschrieben wird.

### „Hogarth-Ära“

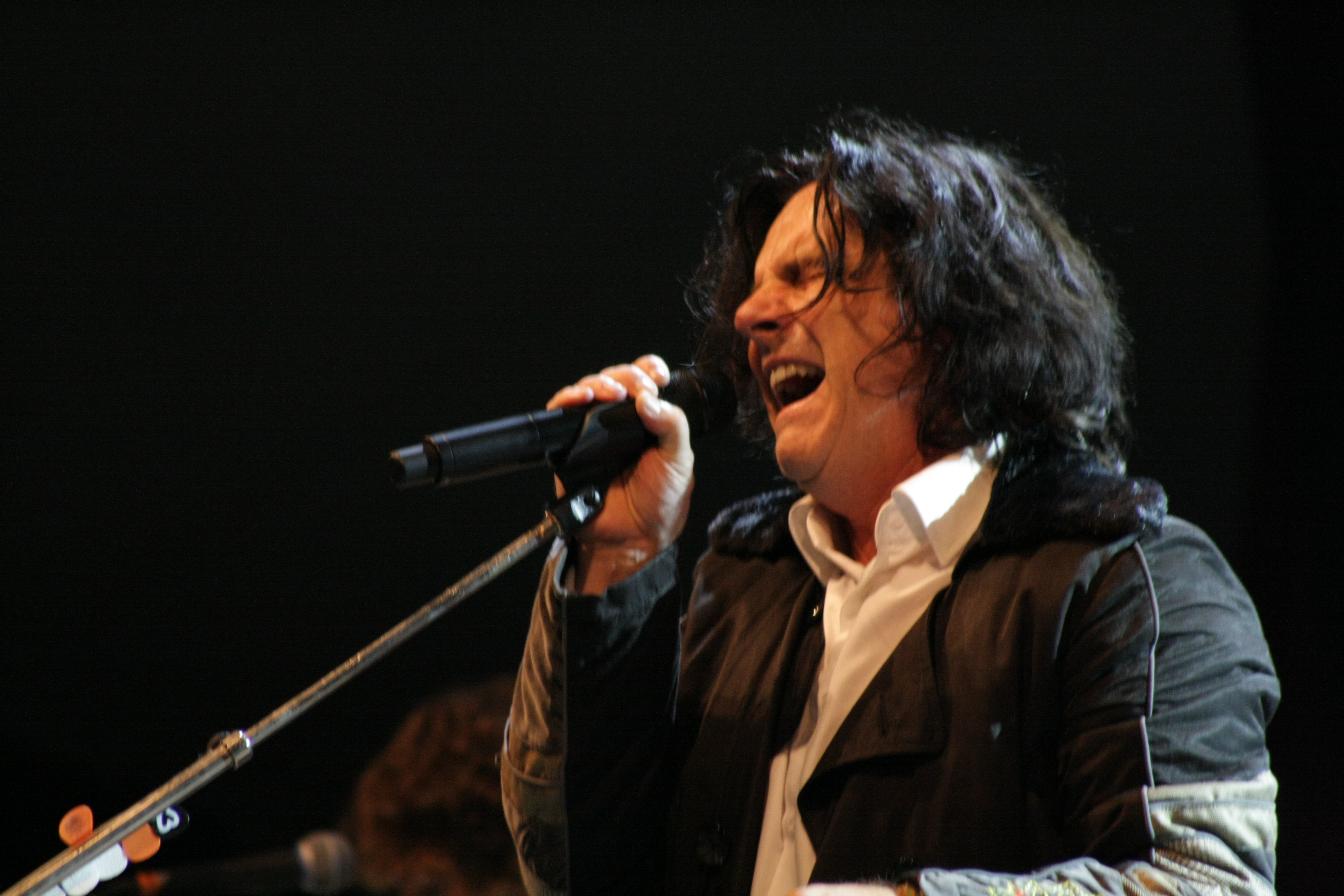
Sänger Steve Hogarth, 2010

Nach dem ersten Hogarth-Album Seasons End, auf dem neben neu geschriebenen Songs auch Musik von den letzten Sessions mit Fish verwendet wurde – und das sich musikalisch noch sehr nah an den Vorgängeralben orientierte, schlug die Band eine deutlich andere Richtung ein. Sänger Steve Hogarth, vormals Keyboarder der New-Wave-Band The Europeans, brachte der Band einen neuen, sehr eigenständigen Gesangsstil, der durch seine spezielle Atemtechnik bedingt ist. Seine Gesangslinien klingen oft „schwebend“ oder „gehaucht“.
Unter Kritikern und Fans hohen Stellenwert trotz – im Vergleich zu den vergangenen Werken der Band – kommerziellen Misserfolgs genießt das düstere Konzeptalbum Brave von 1994. Die zu Grunde liegende Geschichte wurde inspiriert durch einen Radiobeitrag, in dem von einer jungen Frau die Rede war, die kein Wort sprach und von der auch keine Identität feststellbar war. Daraufhin beschäftigte sich die Band mit dem Thema und erdachte eine eigene Vorgeschichte, die zum genannten Album führte. Das Album wurde in Miles Copelands Chateau Marouatte im Département Dordogne komponiert und aufgenommen, in das die Band sich im Februar 1993 zurückgezogen hatte. 1994 wurde es bei Konzerten in seiner vollständigen Abfolge gespielt. Zuletzt wurde es 2013 im Rahmen der Marillion-Conventions auf die Bühne gebracht und auf DVD aufgezeichnet.
Die folgenden Alben in den 1990er und frühen 2000er Jahren standen musikalisch im Zeichen anspruchsvoller und atmosphärischer Rock- und Popmusik, bisweilen mit Anklängen an Bands wie U2 (Afraid of Sunlight), R.E.M. (Man of a Thousand Faces) und The Beatles (Drilling Holes). Die Kompositionen sind gegenüber der Fish-Ära weniger von durchdringenden Keyboardflächen und einprägsamen Gesangsmelodien geprägt, sondern stärker auf atmosphärische Geschlossenheit angelegt. Insbesondere die letzten Alben lassen sich unter dem Etikett des zwischenzeitlich aufgeblühten Stilbegriffs New Artrock fassen. Einige Albentitel wie Anoraknophobia spielen auf das Marillionfans gelegentlich zugeschriebene nerdige Image an; im britischen Slang wird mit Anorak ein etwas in sich gekehrter Hobbyist bezeichnet. 2002 wurde das Livealbum Anorak in the UK veröffentlicht.

## Diskografie
Studioalben

| Jahr | Titel                               | Höchstplatzierung, Gesamtwochen, AuszeichnungChartplatzierungen (Jahr, Titel, Platzierungen, Wochen, Auszeichnungen, Anmerkungen) | Höchstplatzierung, Gesamtwochen, AuszeichnungChartplatzierungen (Jahr, Titel, Platzierungen, Wochen, Auszeichnungen, Anmerkungen) | Höchstplatzierung, Gesamtwochen, AuszeichnungChartplatzierungen (Jahr, Titel, Platzierungen, Wochen, Auszeichnungen, Anmerkungen) | Höchstplatzierung, Gesamtwochen, AuszeichnungChartplatzierungen (Jahr, Titel, Platzierungen, Wochen, Auszeichnungen, Anmerkungen) | Höchstplatzierung, Gesamtwochen, AuszeichnungChartplatzierungen (Jahr, Titel, Platzierungen, Wochen, Auszeichnungen, Anmerkungen) | Anmerkungen                              |
| Jahr | Titel                               | DE | AT | CH | UK | US | Anmerkungen                              |
| ---- | ----------------------------------- | --- | --- | --- | --- | --- | ---------------------------------------- |
| 1983 | Script for a Jester’s Tear          | DE5 a (2 Wo.)DE | — | — | UK7 Platin · (32 Wo.)UK | US175 (7 Wo.)US | Erstveröffentlichung: 13. März 1983      |
| 1984 | Fugazi                              | DE4 b (12 Wo.)DE | — | CH13 b (1 Wo.)CH | UK5 Gold · (21 Wo.)UK | — | Erstveröffentlichung: 12. März 1984      |
| 1985 | Misplaced Childhood                 | DE3 Platin · (45 Wo.)DE | — | CH6 Gold · (21 Wo.)CH | UK1 Platin · (42 Wo.)UK | US47 (35 Wo.)US | Erstveröffentlichung: 17. Juni 1985      |
| 1987 | Clutching at Straws                 | DE3 Gold · (24 Wo.)DE | AT16 (4 Wo.)AT | CH3 (12 Wo.)CH | UK2 Gold · (16 Wo.)UK | US103 (11 Wo.)US | Erstveröffentlichung: 22. Juni 1987      |
| 1989 | Season’s End                        | DE11 (13 Wo.)DE | — | CH11 (6 Wo.)CH | UK7 Platin · (4 Wo.)UK | — | Erstveröffentlichung: 25. September 1989 |
| 1991 | Holidays in Eden                    | DE10 (21 Wo.)DE | — | CH17 (11 Wo.)CH | UK7 (7 Wo.)UK | — | Erstveröffentlichung: 24. Juni 1991      |
| 1994 | Brave                               | DE17 (12 Wo.)DE | — | CH21 (9 Wo.)CH | UK10 (4 Wo.)UK | — | Erstveröffentlichung: 7. Februar 1994    |
| 1995 | Afraid of Sunlight                  | DE52 (8 Wo.)DE | — | — | UK16 (3 Wo.)UK | — | Erstveröffentlichung: 24. Juni 1995      |
| 1997 | This Strange Engine                 | DE14 (5 Wo.)DE | — | CH54 (1 Wo.)CH | UK27 (3 Wo.)UK | — | Erstveröffentlichung: 18. April 1997     |
| 1998 | Radiation                           | DE46 (2 Wo.)DE | — | — | UK35 (1 Wo.)UK | — | Erstveröffentlichung: 21. September 1998 |
| 1999 | marillion.com                       | DE55 (1 Wo.)DE | — | — | UK53 (1 Wo.)UK | — | Erstveröffentlichung: 18. Oktober 1999   |
| 2001 | Anoraknophobia                      | DE42 (2 Wo.)DE | — | — | — | — | Erstveröffentlichung: 7. Mai 2001        |
| 2004 | Marbles                             | DE56 (1 Wo.)DE | — | — | — | — | Erstveröffentlichung: 3. Mai 2004        |
| 2007 | Somewhere Else                      | DE36 (1 Wo.)DE | — | CH83 (1 Wo.)CH | UK24 (1 Wo.)UK | — | Erstveröffentlichung: 9. April 2007      |
| 2008 | Happiness Is the Road               | — | — | — | — | — | Erstveröffentlichung: 20. Oktober 2008   |
| 2009 | Less Is More                        | — | — | — | — | — | Erstveröffentlichung: 2. Oktober 2009    |
| 2012 | Sounds That Can’t Be Made           | DE29 (2 Wo.)DE | AT51 (1 Wo.)AT | CH58 (1 Wo.)CH | UK43 (1 Wo.)UK | — | Erstveröffentlichung: 17. September 2012 |
| 2016 | F. E. A. R. (Fuck Everyone and Run) | DE10 (3 Wo.)DE | AT43 (1 Wo.)AT | CH15 (2 Wo.)CH | UK4 (2 Wo.)UK | — | Erstveröffentlichung: 23. September 2016 |
| 2019 | With Friends from the Orchestra     | DE69 (1 Wo.)DE | — | CH85 (1 Wo.)CH | — | — | Erstveröffentlichung: 29. November 2019  |
| 2022 | An Hour Before It’s Dark            | DE2 (4 Wo.)DE | AT25 (1 Wo.)AT | CH6 (3 Wo.)CH | UK2 (1 Wo.)UK | — | Erstveröffentlichung: 4. März 2022       |

## Belege
1. ↑  Biografie auf musicline.de (Memento vom 2. Januar 2014 im Internet Archive)
2. ↑  Tourhistorie (Memento vom 1. April 2010 im Internet Archive)
3. ↑  Hinweis auf Ost-Berlin-Konzert bei rockinberlin.de
4. ↑  Hierzu Udo Gerhards in einer Rezension auf den Babyblauen Seiten: „Die Vorbesteller-Aktion von Marillion, bei der die Band mit Hilfe der Fans die Produktion und vor allem die Werbekampagne zur letzten CD ‚Marbles‘ wurde in Fankreisen und darüber hinaus einigermaßen hitzig diskutiert: zwischen Anerkennung innovativer Finanzierungsmodelle und ‚Abzocke!‘-Rufen schwankten die Kommentatoren.“
5. ↑  Rich Wilson: Pledge Pioneers: How Marillion invented crowdfunding. 18. August 2016, abgerufen am 19. Oktober 2023 (englisch).
6. ↑  http://www.marillion.com/music/archive.htm#1998 Rochester - Nach der Tourfund-Aktion entstandenes Live-Album
7. ↑  Singer Fish and Marillion reunite, BBC Online, 28. August 2007
8. ↑  Quelle: Interview mit Mark Kelly auf BBC NEWS
9. ↑  Archivierte Kopie (Memento vom 31. März 2009 im Internet Archive)
10. ↑  Marillion eWeb Newsletter: La Vuelta de Los Trios (Memento vom 13. Oktober 2012 im Internet Archive)
11. ↑  Rezensionen zu Market Square Heroes auf den Babyblauen Seiten
12. ↑  Selbsteinschätzung von Fish bezüglich der Ähnlichkeiten mit Genesis (Memento vom 18. Juli 2011 im Internet Archive)
13. ↑  Songtext zu Grendel (Memento vom 13. März 2007 im Internet Archive)
14. ↑  Archivierte Kopie (Memento vom 27. Juni 2020 im Internet Archive)
15. ↑  Brave Live 2013. Abgerufen am 5. Juli 2017 (englisch).
16. ↑  Marillion, Anoraknophobia. Racket Records, 2001. Archivierte Kopie (Memento vom 8. Juni 2011 im Internet Archive)
17. ↑  Chartquellen: DE AT CH UK US

- v
- d
- b